# Senciîne, raionul Mîkolaiiv, regiunea Mîkolaiiv
Senciîne (în ucraineană Сеньчине) este o comună în raionul Mîkolaiiv, regiunea Mîkolaiiv, Ucraina, formată numai din satul de reședință.

## Demografie
Componența lingvistică a comunei Senciîne
     Ucraineană (91,23%)
     Rusă (7,64%)
     Alte limbi (0,72%)
Conform recensământului din 2001, majoritatea populației comunei Senciîne era vorbitoare de ucraineană (91,23%), existând în minoritate și vorbitori de rusă (7,64%).